# DAF 1700/1900/2100/2300/2500/2700
DAF 1600/1700/1900/2000/2100/2300/2500/2700 — сімейство вантажівок, що виготовлялось нідерландською компанією DAF Trucks, що випускалися з 1970 по 1995 рік і поступово було замінене на DAF 65/75/85.

## F218

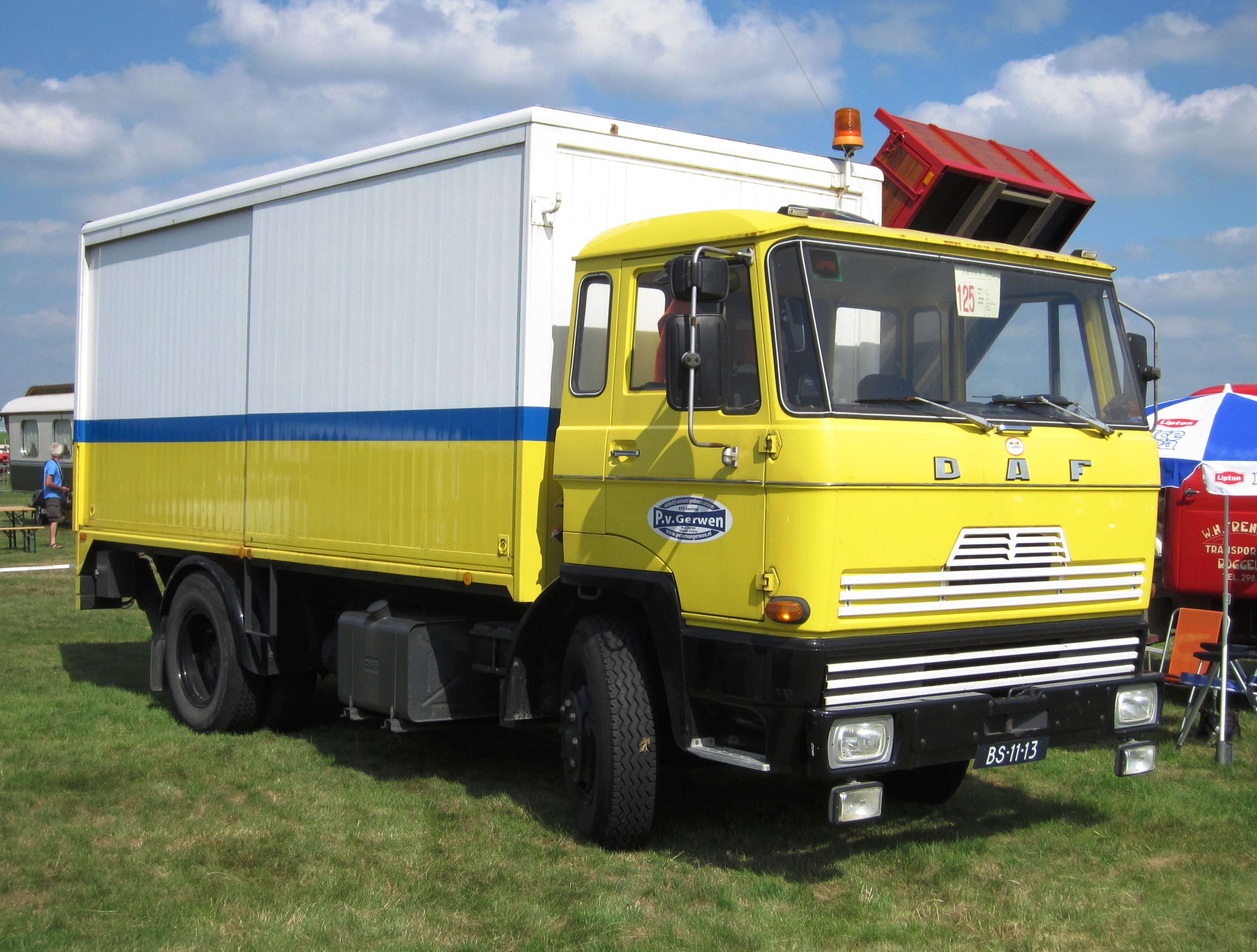
DAF F1600 (1970-1976)

В 1970 році компанія DAF Trucks представила вантажівки DAF F1600 і F2000 (заводський індекс F218) з 6 циліндровим рядним дизельним двигуном 8,25 л DHx 825 163-218 к.с.
В 1972 році представлено DAF F2200 з двигунами 8,25 л DHx 825 180-230 к.с.

## F198
В 1972 році представлено вантажівки DAF F1200 з дизельним двигуном 4,77 л 100 к.с. і DAF F1400 (заводський індекс F198) з дизельним двигуном 5,76 л DD575 110 к.с. Вказані вантажівки з заводським індексом F198 в 1975 році замінені на вантажівки DAF F500-F1500.

## F220

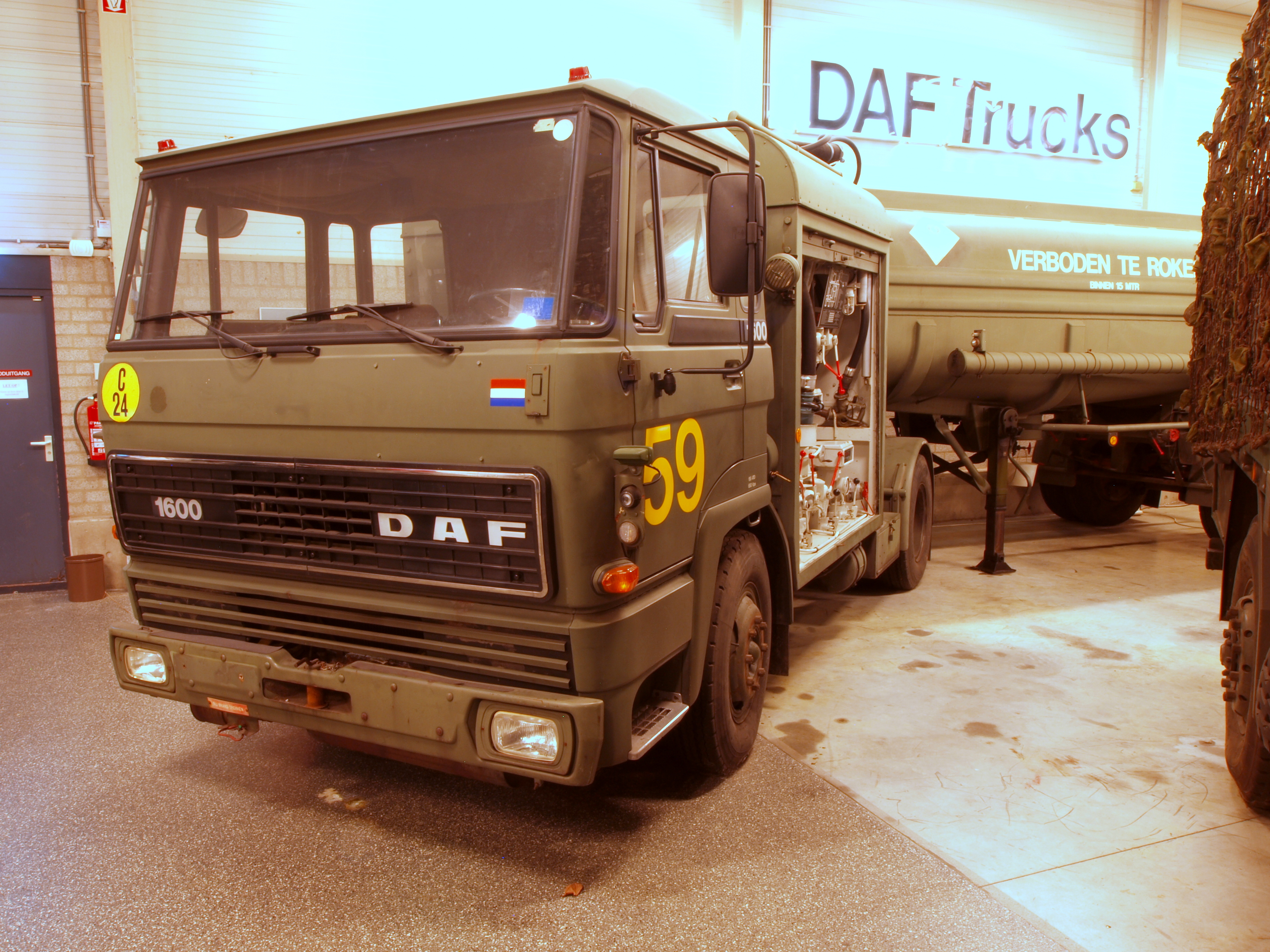
DAF F1600 (1976-1987)

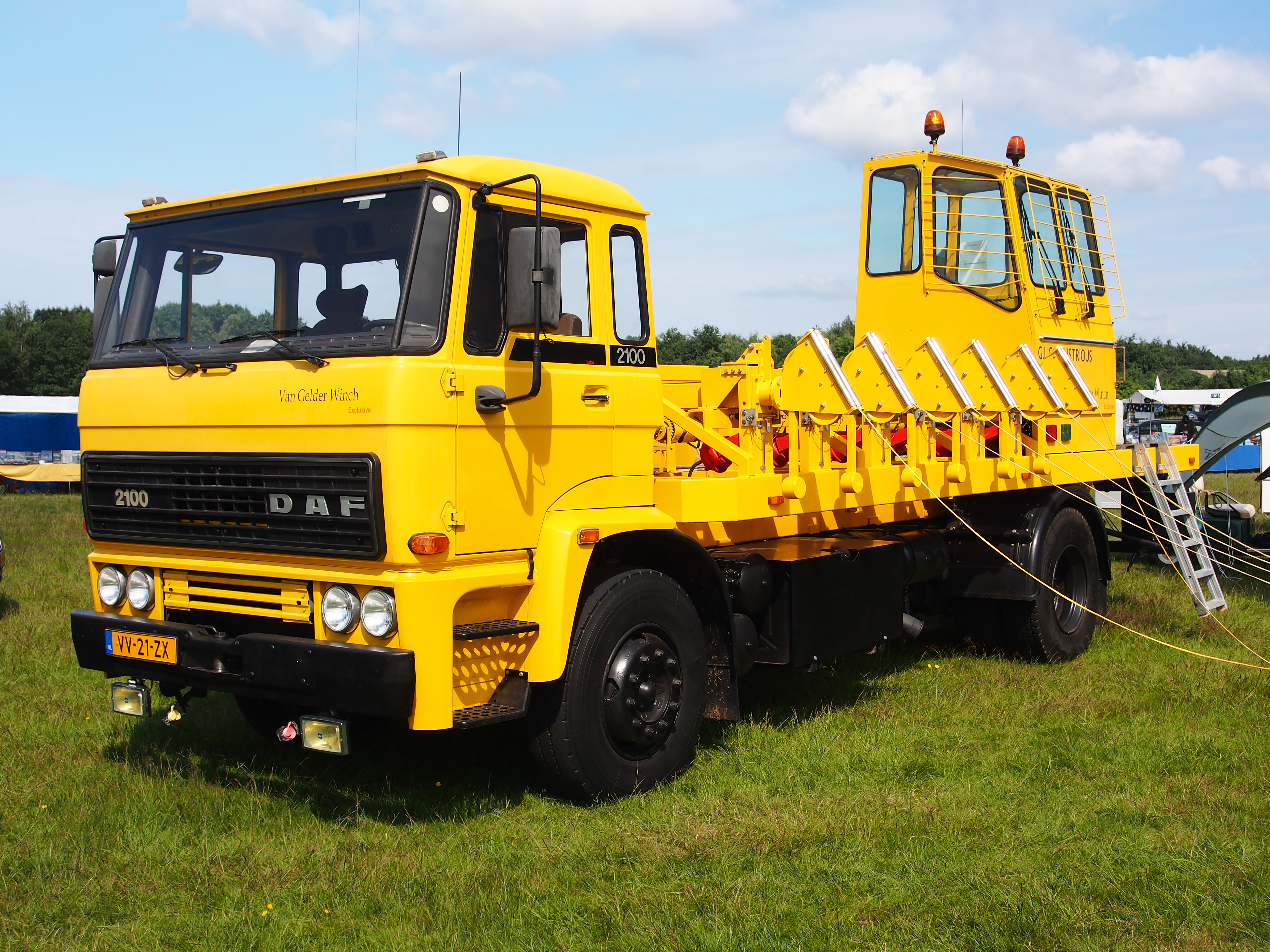
DAF F2100 (1976-1987)

В 1976 році представлено модель DAF F2300 (заводський індекс F220), яка отримала зовнішній вигляд від DAF 2800 і прийшла на заміну моделі DAF F2200. Пізніше дебютували легші вантажівки DAF F1600, 1800 і 2100.
В 1982 році дебютувала вантажівка DAF F2500.

### Фейсліфтинг
В 1987 році автомобілі отримали кабіну з новим оформленням передньої частини в стилі нової моделі DAF 95. На автомобілі DAF 1700/1900/2100/2300/2500/2700 встановлювали двигуни потужністю 168-272 к.с. (деякі з системою проміжного охолодження повітря ATI (Advanced Turbo Interceding) другого покоління).

## Двигуни
- 5.8 L DD575 diesel I6
- 6.2 L 620/NS/NT diesel I6
- 8.25 L DHx 825 diesel I6